# Камбия (окръг)
Камбия (на английски: Kambia) е един от 12-те окръга на Сиера Леоне. Разположен е в северната провинция на страната, има излаз на Атлантическия океан и граничи с Гвинея. Столицата на окръга е град Камбия, площта е 3024 км², а населението е 345 474 души (по преброяване от декември 2015 г.).

## Демография
Населението на окръга е около 295 000 души според данните от 2008. 40% от населението съставлява етническата група темне, последвана от сусу (28%), лимба (21%) и други етнически групи като фула, мандинго и други.

## Икономика
Главната икономческа активност в Камбия е земеделието. Културите, които се отглеждат и използват за прехрана са ориз, маниока, просо, картофи и сорго, докато царевицата и фъстъците се отглеждат за износ.